# Rudnik nad Sanem
Rudnik nad Sanem (pronunciación polaca: [ˈrudɲik ˌnat ˈsanɛm]; yidis: רודניק Ridnik; hasta 1997 conocida simplemente como "Rudnik") es una ciudad polaca, capital del municipio homónimo en el distrito de Nisko del voivodato de Subcarpacia. En 2006 tenía una población de 6744 habitantes.
La localidad fue fundada probablemente a finales del siglo XIV, después de que Rutenia Roja fuera anexionada al reino de Polonia. Adquirió estatus urbano en 1552. Durante El Diluvio, en 1656 una unidad de caballería de Esteban Czarniecki derrotó junto a esta ciudad a una unidad sueca que protegía a Carlos X Gustavo de Suecia, escapando el rey milagrosamente de ser capturado por los polacos. Tras las Particiones de Polonia se integró en el Imperio Habsburgo, pero por su proximidad a la frontera rusa fue un punto de cruce conflictivo de rebeldes polacos, especialmente durante el Levantamiento de Enero. La localidad original fue casi completamente destruida durante la Primera Guerra Mundial, al ocurrir aquí combates continuos durante seis semanas entre los austriacos y los rusos, teniendo que ser reconstruida posteriormente. Hasta la Segunda Guerra Mundial era una localidad predominantemente judía.
Se ubica a orillas del río San unos 50 km al norte de la capital regional Rzeszów, sobre la carretera 77 que une Sandomierz con Przemyśl.